# Пікатрікс
«Пікатрікс» (араб. غاية الحكيم‎, Ġāyat al-Ḥakīm, [Гāйaт аль-Хакӣм] = «Мета мудреця»; лат. Picatrix; Picatris) - середньовічний манускрипт з астрології, практичної магії та талісманам, званий також гримуаром; збірка текстів арабською мовою невідомого автора чи авторів, складений, ймовірно, у середині XI століття, між 1047 і 1051 роками біля Аль-Андалуса (мусульманської Іспанії). Сам автор у пролозі називає роки написання тексту, що відповідають 965-970 рокам н. е.
У 1256 році, за наказом кастильського короля Альфонсо Мудрого, збірка була перекладена іспанською мовою, а з нього - латиною. Латинський переклад сприяв поширенню герметичних ідей у період середньовіччя, у тому, що ніколи не публікувався; зберігся у кількох рукописах XV—XVII століть, що зберігаються у європейських бібліотеках.
Арабський філософ Ібн Хальдун (1332—1406), який критично вивчав «Мету мудреця» («Пікатрікс»), назвав збірку найповнішим і найкращим трактатом з магії, приписуючи помилково авторство вченому-математику Масламі аль-Маджріті (бл. 950). «Пікатрікс» згадується у Ф. Рабле.

## Зміст
«Пікатрікс» складається з чотирьох книг і містить широкі відомості з астрологічної, астральної, симпатичної та талісманної магії, почерпнуті з 224 книг, написаних «давніми мудрецями»

### Пролог
Автор посилається на свою попередню книгу «Шлях мудреця», закінчену ним у 343 році хіджри (тобто 965 рік н. е.), після чого він приступив до роботи над цією книгою «Мета мудреця» і завершив її п'ять років потому, в 348 року хіджри (970 рік). Пояснивши причини, що спонукали його до написання другої книги, він наводить короткий опис кожної із чотирьох частин-книг.

### Перша книга
Першу книгу автор розділив на сім розділів - за кількістю близьких до нас планет, як пояснює він у пролозі.
- Розділ 1. Як дізнатися своє становище у всесвіті
- Розділ 2. Що таке магія, її властивості
- Розділ 3. Що таке небеса, їхня матерія
- Глава 4. Про розташування небес створення магічних зображень (талісманів). Наводиться список 28 місячних будинків (сузір'їв), які відповідають індійській системі, і для кожного будинку свій талісман.
- Глава 5. Талісмани та все необхідне для їх створення. Ще 31 сузір'я, сприятливе виготовлення талісманів.
- Глава 6. Всесвіт, у якому людина — мікрокосмос, подібний до макрокосмосу. Характеристика людини, що ставить його вище за інших живих істот.
- Розділ 7. Всесвіт та таємні знання мудреців.

### Друга книга
- Розділ 1. Як оволодіти цим знанням
- Розділ 2. Небесні зображення та його секрети. Наводяться 48 відомих древнім грекам сузір'їв та паранателони 36 деканів зодіаку.
- Розділ 3. Вплив планет, сонця та місяця
- Розділ 4. Рух восьмої сфери та нерухомі зірки
- Розділ 5. Поділ знань серед націй, і кому якась частина належить. Починається із вказівки, що стародавній майстер розділив усе мистецтво магії на три частини: талісмани, поклоніння планетам та заклинання.
- Розділ 6. Важливість чеснот для посилення впливу зірок у талісманах
- Розділ 7. Докладніше про те, що більше, а що менш важливе для талісмана.
- Розділ 8. Порядок природних речей. Містить таблицю найпростіших якостей: тепло, холод, вологість, сухість та їх комбінації.
- Розділ 9. Приклади магічних постатей та накреслень, що закликають допомогу планет. Про комбінації зірок у магічних фігурах, та виготовлення шести талісманів.
- Розділ 10. Відповідні планетам мінерали (камені)
- Розділ 11. Магічні зображення 36 деканів та їх ефекти. Починається з застереження про необхідність приховування вчення від неписьменних, які — без мудрості — лише принижуватимуть гідність астролога.
- Розділ 12. Декани в індійській традиції. Індійці називаються darîjân.

### Третя книга
- Розділ 1. Сім небесних тіл: їх вплив на рослинний, тваринний світи та метали
- Розділ 2. Зодіакальний вплив на царства рослин, тварин та мінералів
- Розділ 3. Про магічні знаки, колір одягу і пахощі. Закінчується списком загальних ефектів сонця, місяця та п'яти планет на людство.
- Розділ 4. Чому секретні знання розкриваються лише з краплі і іноді. Єдиний розділ про астрологічне значення Корану. Усі сури Корану співвідносяться з одним із семи небесних тіл, особлива увага до тих, які відповідають Венері — планеті-покровительці арабів. Про арабський алфавіт.
- Розділ 5. Автор повертається до основної теми книги – магії.
- Розділ 6. Про духовну сутність мудреця, досконалість природи. Перелік древніх філософів, яким була відома пневма (космічний «дих»).
- Розділ 7. Спілкування з небесними тілами, їхній вплив. Починаються практичні вказівки.
- Розділ 8. Молитви набатеїв, звернені до Сонця та Сатурна. Автор уточнює: заради ознайомлення, бо ідолопоклонство.
- Розділ 9. Про духи небесних тіл. Детальний опис пневм семи небесних тіл; пневма Сатурна називається Barîmâs, Юпітера - Damâhûs, Марса - Dagdijûs, Сонця - Bandalûs, Венери - Didas, Меркурія - Barhûjâs, Місяця - Garnûs.
- Розділ 10. Про талісмани, підношення, пахощі та ароматичні речовини (парфумерії).
- Розділ 11. Ефекти талісманів. З індійської та єгипетської магічної практики.
- Розділ 12. Необхідні правила магічних знань. Починається із заяви про важливість практикування для досягнення майстерності у магічному мистецтві.

### Четверта книга
- Розділ 1. Благо та сила духу. П'ять складових частин історії створення світу та природи. Філософський аналіз понять дух, матерія, почуття, розум, душа та різниці між ними.
- Розділ 2. Молитви Місяцю та кожному із дванадцяти знаків зодіаку. Індійські церемоніальні ритуали для семи небесних тіл.
- Розділ 3. Халдейська мудрість. Більше розгорнута історія легендарного Єгипту, вже розпочата у книзі III, глава 11.
- Розділ 4. Зображення та міркування для користі отриманих знань. 45 цитат астрологічного та магічного характеру.
- Розділ 5. 10 наук, що передують оволодіння алхімією та магією. Де коріння магічного мистецтва.
- Розділ 6. Магічні формули та пахощі на честь семи небесних тіл.
- Розділ 7. Магічне мистецтво у книзі набатєїв. Дуже довгий розділ із великими цитатами з набатейського твору, перекладеного Abudaer Abemiaxie арабською мовою.
- Розділ 8. Безладно представлені сприятливі властивості безлічі природних у природі речей.
- Розділ 9. Про зображення, що мають чудові властивості, з книги храму в Coredib і книги цариці Folopedre  На завершення автор наводить заповіт Сократа та сім настанов Піфагора.

## Дослідження вчених

### XIV ст.
Широко ерудований арабський філософ з Північної Африки Ібн Хальдун (1332-1406), що критично ставився до магії з її ритуалами і талісманами і вивчив «Мету мудреця» («Пікатрікс»), в одній зі своїх промов назвав твір найповнішим і найкращим трактатом з магії. Однак помилково приписав авторство вченому-математику Масламі аль-Магріті (бл. 950-1008).

### XV ст.
Французький астролог на службі у Карла VIII - Симон де Фарес (1444 - після 1499) - склав у 1494-1498 роках трактат на захист астрології "Recueil des plus celebras astrologues et quelques hommes doctes", в якому в хронологічному порядку назвав відомих астрологів та їх роботи і охарактеризував Пікатрікса, як найпрекраснішого астролога свого часу. Твір став цінним свідченням поширення Пікатрикса в XV столітті, як і підтвердженням того, що ім'я арабського автора поступово забулося та витиснулося латинською назвою збірника.

### XX ст.
Одним із перших сучасних дослідників був німецький сходознавець Хельмут Ріттер (1892-1971). 1933 року він опублікував свій критичний аналіз арабського тексту. У 1962 році, разом із Мартіном Плесснером (1900—1973), видав переклад Пікатрикса німецькою мовою, що дозволило іншим вченим зайнятися порівняльним аналізом латинських перекладів.

## Латинські манускрипти, що зберіглися
- Манускрипт N°10272 / Національна центральна бібліотека Риму
- Манускрипт 1536 року / Національна центральна бібліотека Флоренції
- Манускрипт N°17871, що в XVII столітті належав бібліотеці паризького Нотр-Дама / Національна бібліотека Франції

## Українські переклади
- Книга «Пікатрікс» // переклад з латинської та англійської мов // автор перекладу - Гостинський Є.В. 2023 рік.